# Tina Blau
Tina Blau, mai târziu Tina Blau-Lang, (n. 15 noiembrie 1845, Viena, Imperiul Austriac – d. 31 octombrie 1916, Viena, Austro-Ungaria) a fost o pictoriță austriacă de peisaje.

## Biografie
Tatăl ei a fost doctor în corpul medical militar și a susținut- în dorința ei de a deveni pictoriță. A luat lecții, rând pe rând, cu August Schaeffer și Wilhelm Lindenschmit în München (1869–1873). Mai târziu a studiat cu Emil Jakob Schindler în colonia artiștilor din Castelul Plankenberg, lângă Neulengbach. Ei au împărțit un atelier din 1875 până în 1876, dar au rupt aranjamentul după o ceartă.
În 1883, ea s-a convertit la iudaism la Biserica Evanghelică Luterană și s-a căsătorit cu Heinrich Lang (1838–1891), un pictor specializat în cai și scene de luptă. Ei s-au mutat la München unde, din 1889, a predat peisagistică și natură moartă la Academia Femeilor a lui Münchner Künstlerinnenverein (asociația artiștilor din München). În 1890, prima ei mare expoziția a fost ținută acolo.
După moartea soțului ei, a petrecut zece ani călătorind în Olanda și Italia. După întoarcerea ei, a înființat un atelier în Rotunde. În 1897, împreună cu Olga Prager, Rosa Mayreder și Karl Federn, a ajutat la fondarea "Wiener Frauenakademie", o școală de arte pentru femei, unde a predat până în 1915.
Și-a petrecut ultima vară lucrând la Bad Gastein, apoi a mers la un sanatoriu din Viena pentru o examinare medicală. A murit acolo de stop cardiac. A primit un Ehrengrab (mormânt de onoare) în Cimitirul Central din Viena. Vienna Künstlerhaus a scos la licitația proprietatea ei și a ținut o retrospectivă în 1917.

## Articole conexe
- Listă de artiști plastici și arhitecți austrieci

## Legături externe
- de Tina Blau în Catalogul Bibliotecii Naționale a Germaniei (Informații despre Tina Blau • PICA • Căutare pe site-ul Apper)
- de "Frauen in Bewegung" Arhivat în 18 septembrie 2016, la Wayback Machine.: multiple short biographies @ the Österreichische Nationalbibliothek